# Ал Нур Кассум
Ал Нур Кассум (англ. Al Noor Kassum) — танзанийский политический и государственный деятель индийского происхождения.

## Биография
Начальное образование получил в Танзании, после этого получил юридическое образование в Великобритании в Inns of Court в Лондоне.
Аль Нур Кассум был видной фигурой в политике Танзании. Он имел большое влияние в мусульманской общине исмаилитов и представлял её на политическом уровне. Он занимал несколько министерских должностей в правительстве Танзании, а также был министром финансов в администрации Восточноафриканского сообщества. Позднее он занимал руководящие должности в ЮНЕСКО. В то время он работал в штаб-квартире ООН в Нью-Йорке. Также он был 2-м канцлером Университета сельского хозяйства Сокуины в Морогоро в Танзании.